# Нарди, Франческо
Франческо Нарди (итал. Francesco Nardi; 18 июня 1808 — 28 марта 1877) — итальянский богослов, преподаватель и религиозный публицист.
Родился в коммуне Ценеда, там же получил начальное образование, затем учился в Падуе и Вене. В 1832 году был рукоположён в сан священника, работал преподавателем закона божьего в гимназии в Венеции, в 1844 году стал профессором в Падуанском университете, где преподавал философию и каноническое право. Имел степени доктора богословия (с 1837 года), философии и права (с 1844 года), избирался ректором университета. Со 2 мая 1859 года (иногда ошибочно считается, что с 1862 года) состоял аудитором при папском суде Роты. Был секретарём епископской конгрегации, с 1862 года принимал участие в работе комиссии по включению книг в Индекс запрещённых книг. Согласно ЭСБЕ, «страстный ультрамонтан и пылкий полемист, Нарди на конгрессе в Пуатье (1875 год) обозвал вольнодумцев и философов „brutti“, a по вопросу о свободе преподавания объявил, что подобно тому как не может быть предоставлено на волю отравлять реки, так нетерпим произвол и в извращении юных умов».
Некоторые брошюры его авторства были переведены на французский язык: «Des curés» (1845), «Christianisme, cause première de la civilisation moderne» (1851), «Rome et ses ennemis» (1862), «Sur les principes de 1789» (1862), «Saint Bernard, sainte Cathérine de Sienne et Charlemagne sur le pouvoir temporel du Pape» (1862) и другие.